# 坐式生活型態

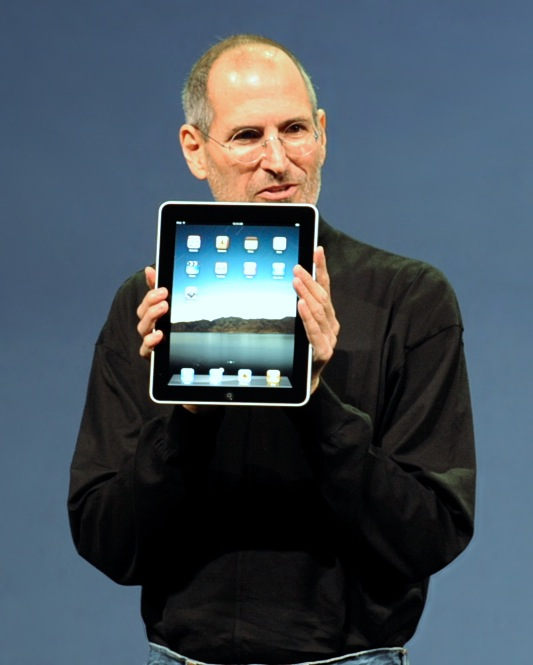
苹果公司推出的平板电脑产品iPad是导致坐式生活型態渐趋流行的原因之一
。

坐式生活型態是指只有很少或没有体能活动的社交性生活型態。一个以坐式生活型態生活的人常常由於阅读、社交联谊、观看电视、玩电子游戏或操作手机或电脑等原因，在一天中大部份时间坐着或躺着。坐式生活型態是可預防的死亡因子之一。屏幕时间是指一个人在观看电视、电脑、平板电脑等电子屏幕花费的时间。过多的屏幕时间会引起健康的负面影响。